# Geumseong-myeon, Jecheon
Geumseong-myeon (koreanska: 금성면) är en socken i den centrala delen av Sydkorea, 120 km sydost om huvudstaden Seoul. Den ligger i mellersta delen av kommunen Jecheon i provinsen Norra Chungcheong.